# Nome de templo
Os Nomes de Templo são de uso geral do chinês, do coreano (períodos de Goryeo e de Joseon), e do vietnamita (em dinastias como Tran, Ly, e Le) . Não devem ser confundidos com os nomes de era. Comparado aos nomes póstumo, o uso dos nomes de templo é mais exclusivo. Ambos os títulos foram dados após a morte a um imperador ou a um rei, mas ao contrário do nome póstumo frequentemente elaborado, um nome de templo consiste sempre em somente dois carateres:
1. um adjetivo: escolhido para refletir as circunstâncias do reino do imperador (tais como “marcial” ou “lamentável”). Para um imperador, o carácter do adjetivo do nome de templo geralmente não repete como em muitos caracteres do adjetivo em seu nome póstumo. A exceção usual é “filial”. Os fundadores são quase sempre “elevados” (高) ou “grandes” (太).
2. “imperador”: zǔ (祖) ou zōng (宗).

- Zu (“ascendência”) implica um progenitor, um fundador de uma dinastia ou uma nova linha dentro de uma existente. O equivalente no coreano é jo (조), e tổ no vietnamita.
- Zong (“antepassado”) é usado em todas os dirigentes restantes. É jong (종) no coreano, e tông no vietnamita.

O “templo conhecido” refere-se ao "grande templo” ou “templo ancestral” (祖廟), onde príncipes herdeiros e outros recolheram para adorar seus antepassados. Nas tabuletas ancestrais no grande templo, são os nomes do templo de vários dirigentes que estão escritos lá.
Os nomes do templo foram atribuídos esporadicamente desde a dinastia Han e regularmente até a dinastia Tang. Alguns imperadores de Han tiveram mesmo seus nomes de templo removidos permanentemente por seus descendentes em 190. Os nomes de templo foram uma maneira usual de se referir aos imperadores da dinastia Tang até a dinastia Ming. Para a dinastia Ming e a dinastia Qing (de 1368), os nomes da era foram usados preferencialmente.
Na Coreia, os nomes de templo são usados para referir-se aos reis do Goryeo posterior (até 1274), e reis e imperadores da dinastia Joseon. No império coreano (1897-1910), os nomes de era também eram usados, mas os nomes de templo são preferentemente usados. .
No Vietnã, sabe-se que a maioria dos dirigentes tem seus nomes de templo, à exceção das dinastias Nguyen e Tay Son, que apenas seus nomes de era.

## Exemplos de Nomes de Templo
- Zhongzong (中宗, zhōng zōng) (Imperador Yuan de Jin)
- Taizu (太祖), depois Gaozu (高祖) (Imperador Gao de Han)
- Taizong (太宗) (Imperador Wen de Han)
- Shizong (世宗) (Imperador Wu de Han)